# لويز فرناندو مورايس دوس سانتوس
لويز فرناندو مورايس دوس سانتوس (بالبرتغالية: Luiz Fernando Moraes dos Santos‏) هو لاعب كرة قدم برازيلي في مركز الوسط، ولد في 16 أكتوبر 1996 في توكانتينوبوليس في البرازيل. لعب مع بوتافوغو ريغاتاس.

## وصلات خارجية
- لويز فرناندو مورايس دوس سانتوس على موقع قاعدة بيانات كرة القدم.إي يو (الإنجليزية)
- لويز فرناندو مورايس دوس سانتوس على موقع Soccerway.com (الإنجليزية)